# Philydor rufum
Philydor rufum là một loài chim trong họ Furnariidae.